# Fiat Barchetta
Fiat Barchetta este un roadster care a fost produs de Fiat în perioada 1995-2005. Numele „Barchetta” provine din limba italiană și înseamnă „barcă mică”. Acest nume a fost ales pentru a sugera forma sa distinctivă și plăcută, asemănătoare cu o barcă mică.

## Istorie

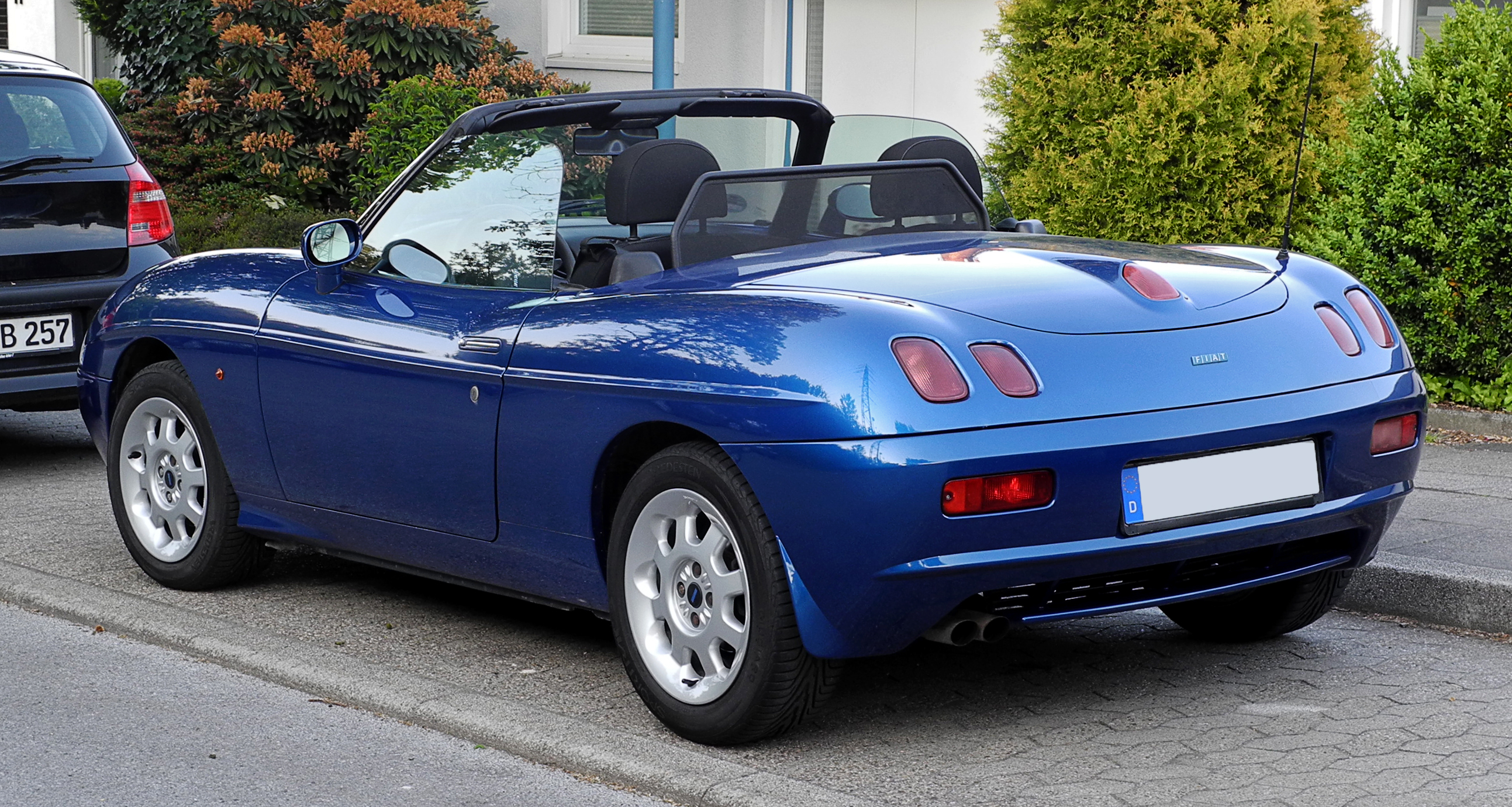
Fiat Barchetta vedere din spate (cu a treia lumină de frână pe capacul portbagajului)

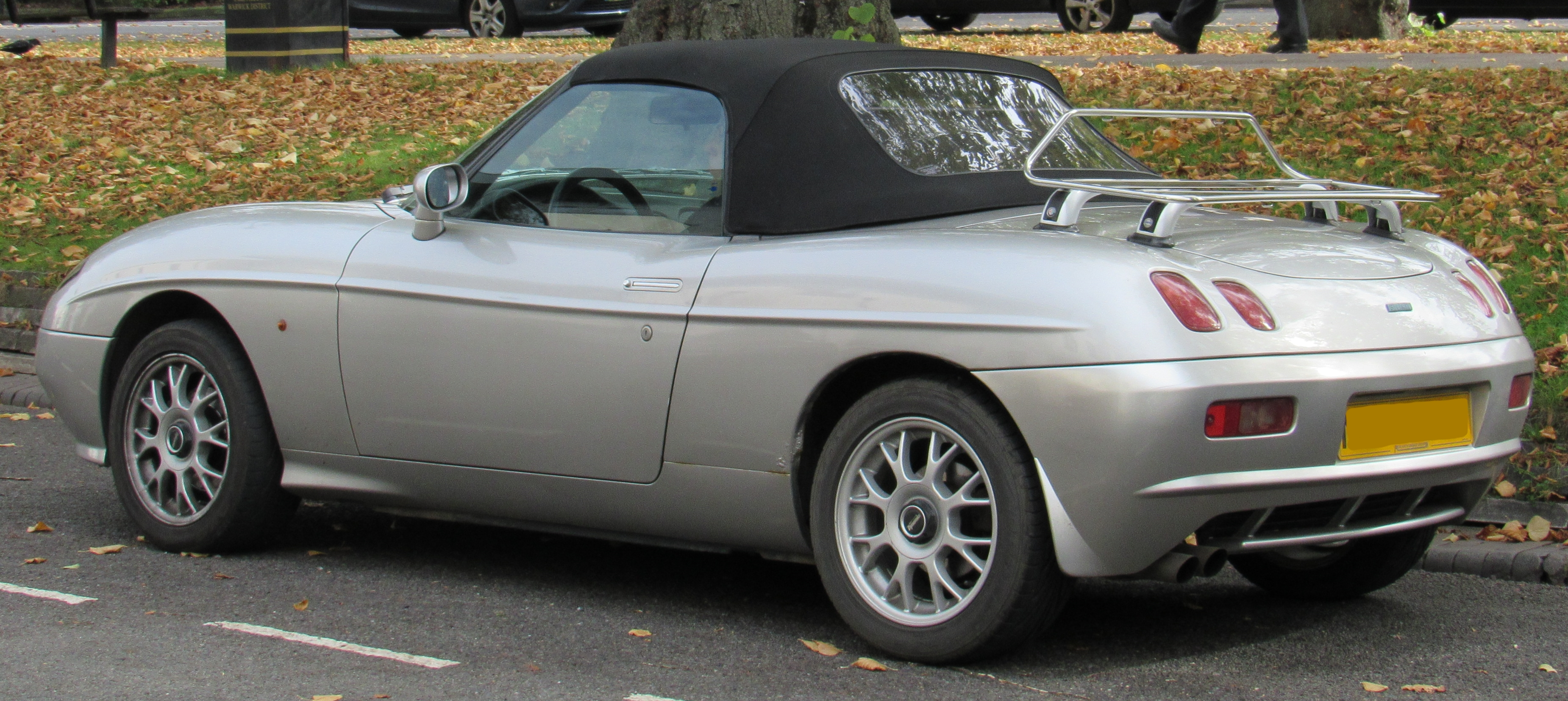
Fiat Barchetta vedere din spate (fără a treia lumină de frână pe capacul portbagajului)

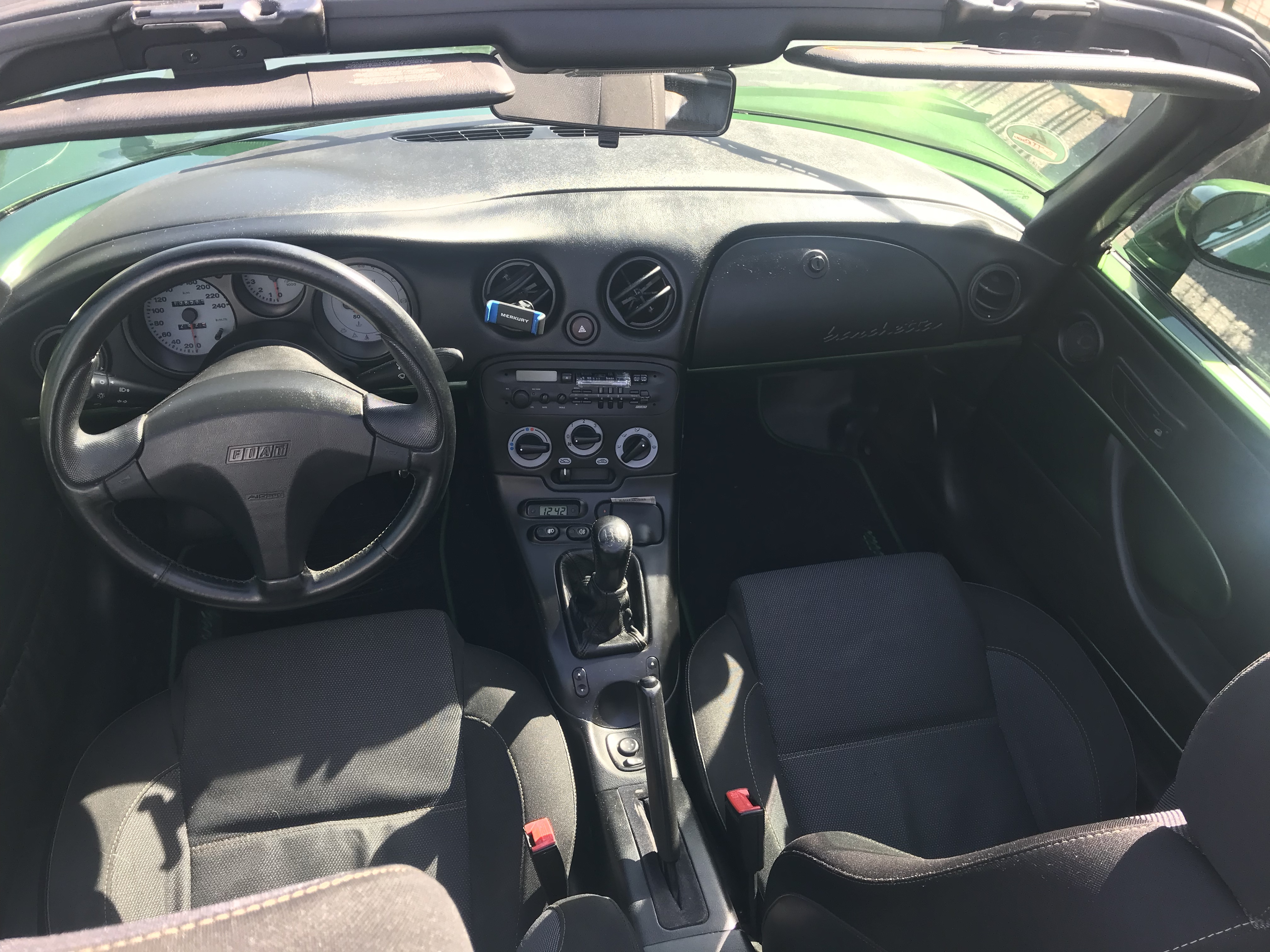
Interiorul unui Fiat barchetta din 1995

Dezvoltarea modelului Fiat Barchetta a avut loc între anii 1990 și 1994, sub numele de proiect Tipo B Spider 176. Echipa responsabilă de design și dezvoltare a fost condusă de Andreas Zapatinas și Alessandro Cavazza, cu supervizarea lui Peter Barrett Davis și a altor designeri auto din cadrul Centrului de Stil Fiat. Prototiparea a fost realizată de compania Stola.
Producția efectivă a modelului Barchetta a început în februarie 1995 și a continuat până în iunie 2005, cu excepția unei scurte pauze cauzată de falimentul producătorului de caroserii Maggiora. Mașina a fost construită pe baza șasiului Fiat Punto Mark 1, însă cu un ampatament redus.
Barchetta a fost echipată cu un motor pe benzină de 1.747 cmc, cu distribuție dublu arbore cu came în cap (DOHC) și tehnologie de distribuție variabilă a supapelor. Aceasta a contribuit la performanțe mai bune și la eficiență în consumul de combustibil.
Motorul Fiat Barchetta are o putere de 131 CP la 6.300 rpm și un cuplu de 164 N⋅m la 4.300 rpm. Masa Barchetta este de 1056 kg fără sistemul de aer condiționat. Aceasta poate accelera de la 0 la 100 km/h în 8,9 secunde și atinge o viteză maximă de 200 km/h.
Modelul Barchetta a fost disponibil în diferite niveluri de echipare, oferind opțiuni variate, cum ar fi scaunele cu cusături încrucișate în formă de diamant, tapițerie din piele roșie cu modele speciale în locul scaunelor standard din piele neagră sau material textil, jante din aliaj în loc de jante din oțel, precum și faruri de ceață ca opțiune suplimentară. Unul dintre cele mai notabile adăugiri exterioare a fost introducerea celei de-a treia lumini de frână, care a fost introdusă inițial pe modelele Lido și Riviera în 2000, și a fost ulterior inclusă pe submodelele ulterioare.
În august 2003, Barchetta a fost supusă unei revizuiri înainte de reluarea producției în anul următor, cu unele modificări la interior și exterior. Schimbările notabile au inclus un spoiler frontal și o bară de protecție spate revizuite. Revizuirea motorului a dus la o reducere a cuplului la 158 N⋅m. În cele din urmă, producția modelului s-a încheiat în iunie 2005.

## Producția
Caroseriile mașinilor Fiat Barchetta au fost sudate la ILCAS în Sparone Canavese, în timp ce asamblarea finală a avut loc la Chivasso sub îndrumarea carosierului Maggiora. Însă, în urma falimentului Maggiora în mai 2002, Fiat a transferat producția modelului Barchetta la uzina sa din Mirafiori și a reluat producția la doi ani după aceasta. În total, aproximativ 57.700 de mașini Barchetta au fost construite până în 2005.
Producția modelului Barchetta a fost limitată exclusiv la mașinile cu volan pe partea stângă, chiar dacă aceasta a fost comercializată și vândută și pe piețele cu volan pe partea dreaptă precum Regatul Unit și Japonia.

## Concept car Bertone

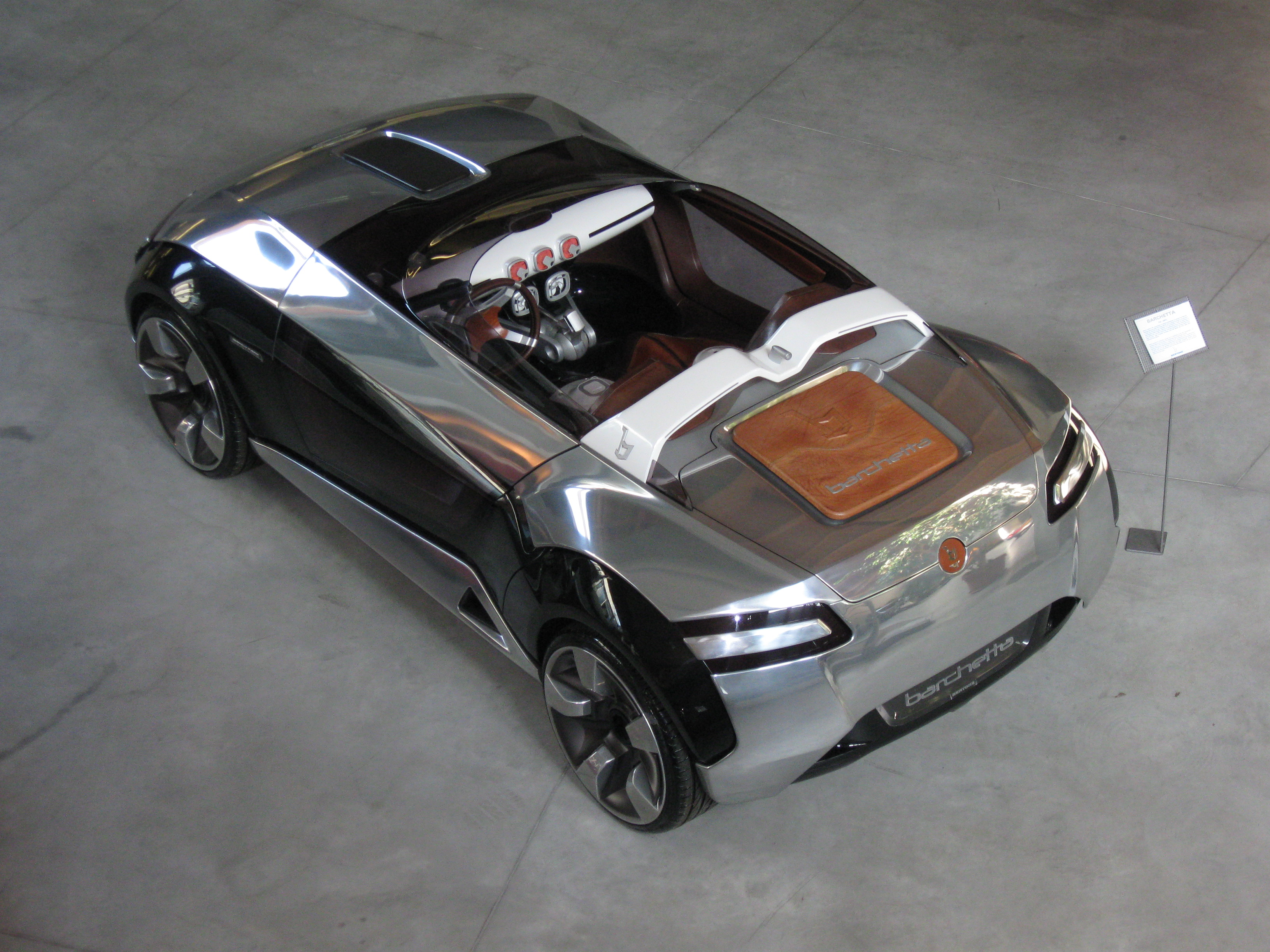
Fiat Barchetta de Bertone, 2007

În anul 2007, Bertone, cunoscut constructor de caroserii, a prezentat un concept car pentru o posibilă a doua generație a modelului Barchetta. Acest automobil a fost creat în cinstea celei de-a 95-a aniversări a companiei și a fost dezvoltat pe platforma Fiat Panda. Conceptul avea o caroserie realizată din aluminiu, împărțită în două secțiuni conectate printr-o suprafață de sticlă în zona ușilor. Interiorul mașinii era finisat cu piele de înaltă calitate, iar capacul portbagajului era realizat din același material. În ceea ce privește sistemul de iluminare, acesta folosea tehnologia LED.